# کلیویل (اکلاهما)
کلیویل(به انگلیسی: Kellyville) شهری در ایالت اکلاهما کشور ایالات متحده آمریکا است که جمعیت آن در سرشماری سال ۲۰۱۰ میلادی، ۱٬۱۵۰ نفر بوده‌است.